# La Romita
La Romita es un barrio pequeño localizado en la Colonia Roma de la Ciudad de México. El área empezó como un pueblo prehispánico independiente llamado Aztacalco, más tarde rebautizado como Romita. Cuando 
los potreros alrededor del pueblo fueron fraccionados para crear un barrio para las clases altas de la ciudad, el pueblo resistió quedando separado socialmente a pesar de ser oficialmente parte de la Colonia Roma. Durante el siglo XX el área tuvo una reputación de ser peligroso cuando sus residentes eran relativamente pobres. Hoy, el área es relativamente poco marginal y peligrosa, pero sus calles son más estrechas que el resto de Colonia Roma y sus residentes todavía se consideran distintos.

## Historia
La Romita empezó como pueblo prehispánico que permaneció independiente hasta el establecimiento de Colonia Roma y ha quedado semiindependiente desde entonces. En el periodo prehispánico, el área era una isla pequeña llamada Aztacalco localizada cerca de la capital azteca de Tenochtitlan rodeada por las aguas superficiales de Lago Texcoco. El nombre significa “en la casa de las garzas.”  Después de que los españoles conquistaran Tenochtitlán y rebautizaron la Ciudad de México, Aztacalco era una de las áreas donde los indígenas tenían permitido seguir habitando.
Durante el periodo colonial el pueblo continuó siendo independiente a pesar de que la isla había desaparecido al igual que las aguas del lago. A mediados del siglo XVIII una carretera que conecta Ciudad de México y Chapultepec pasó cerca y debido a sus muchos árboles se le dio el nombre La Romita dado su parecido a una avenida romana en Italia. Romita es también el nombre que aparece en un escrito de 1752.

## Geografía
La Romita está definida como el área que rodean las calles Puebla, Durango y Morelia junto con la Avenida Cuauhtémoc. Puesto que se desarrolló de manera diferente al resto de Colonia Roma, sus calles estrechas enfatizan su acceso relativamente difícil.

## Galería
|               |
| Plaza Romita. |

|                                                              |
| Vista de la iglesia de Santa María de la Natividad Aztacalco |

|                          |
| Dentro del Huerto Romita |

|                                                                                                  |
| Mural de la Virgen de Guadalupe con una motocicleta Harley Davidson cerca de la plaza principal. |

|                    |
| Callejón de Romita |